# La coronació de Napoleó
La coronació de Napoleó (Le Sacre de Napoléon, en francès) és una pintura a l'oli realitzada per Jacques-Louis David el 1805 i que actualment s'exposa al Museu del Louvre de París.
El quadre fou comandat per Napoleó. David posa en escena el caràcter fastuós de la Consagració i el seu missatge polític i simbòlic. Testimoni ocular de la cerimònia, reflectí amb realisme la multitud guarnida però també haurà de respondre a les intencions de l'Emperador. Una vegada al taller, haurà de conciliar valor documental i solucions artístiques. Aconsegueix així el desafiament de realitzar una obra monumental a la glòria de l'esdeveniment i d'inscriure una obra d'art a la història de la pintura.

## Història
L'obra fou encarregada oralment per Napoleó el setembre de 1804. David comença la seva realització el 21 de desembre de 1805 a l'antiga capella del col·legi de Cluny, prop de la Sorbona, que li serveix de taller. Ajudat pel seu alumne Georges Rouget, acaba la tela el novembre de 1807. Del 7 de febrer al 21 de març de 1808, l'obra és exposada al Saló de pintura anual; el 1810, és presentada al concurs dels premis decennals. El quadre continua sent propietat de David fins al 1819, any en què és cedit als museus reials. Aquests l'emmagatzemen a les reserves fins a 1837. És llavors quan s'instal·la a la sala de la Consagració del museu històric del castell de Versalles seguint les ordres del rei Lluís Felip. El 1889, es trasllada al Museu del Louvre, i és reemplaçat a Versalles per una rèplica tardana de la mà del pintor.

## Context
David acabava de ser nomenat primer pintor de l'emperador. Napoleó li encarrega la realització de quatre quadres relatant les grans etapes de la cerimònia: L'entronització, la coronació, la distribució de les àguiles i l'arribada a l'ajuntament.
La cerimònia de la consagració fou organitzada per un antic alumne de David Jean-Baptiste Isabey, que realitzà també el llibre de la Consagració.

## Composició
El quadre és recorregut per diverses línies directores i reprèn les regles del neoclassicisme. Una de les principals és aquella que passa per la creu i que té una orientació vertical. Totes les mirades semblen convergir cap a Napoleó que és al centre de la composició. Un eix diagonal va del papa a l'emperadriu.

## Personatges

### La representació de la cerimònia

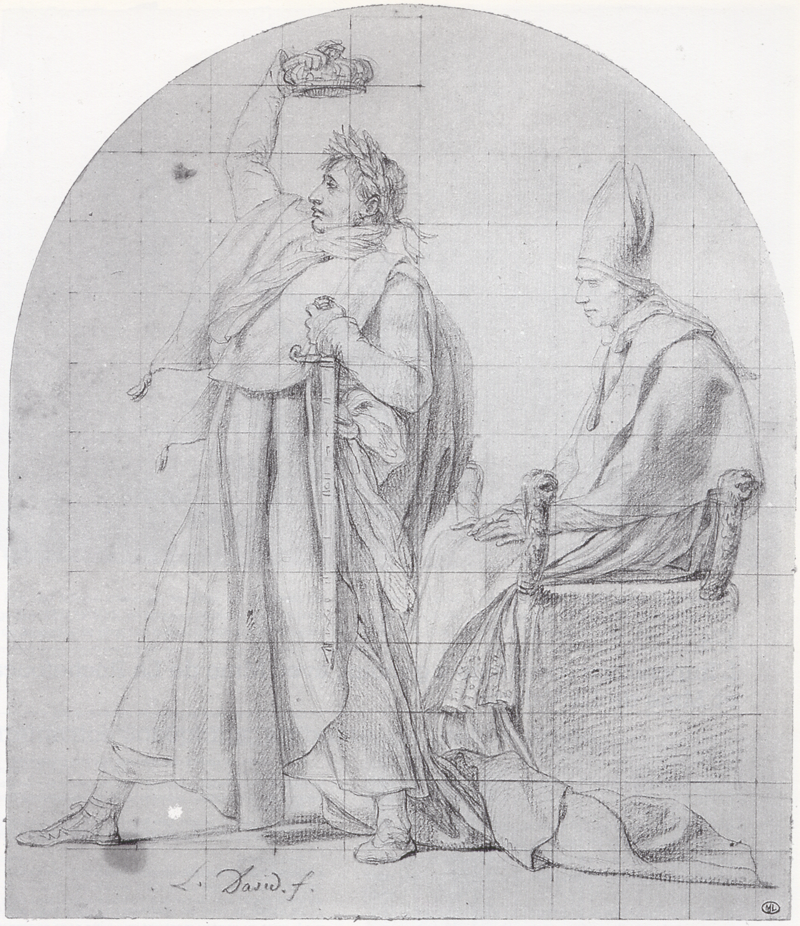
L'emperador Napoleó coronant-se ell mateix. Dibuix de David, conservat al Louvre

L'escena es desenvolupa el 2 de desembre de 1804, a la catedral Notre-Dame de París, malgrat que les consagracions dels reis de França tenien lloc habitualment a la catedral de Reims. Napoleó posa la corona sobre el cap de Josefina, mentre que el papa Pius VII, assegut a la dreta, aixeca la mà en senyal de benedicció. Napoleó pren les seves distàncies amb el protocol monàrquic i vol trencar amb l'heretatge Borbó. No obstant això, els diferents objectes recorden la regalia reial: amb la corona i el ceptre. Però l'emperador no és consagrat per la gràcia de Déu, no esdevé un monarca de dret diví. La decoració antiga, el globus i la corona de llorers denoten la fascinació de Napoleó per a l'Imperi Romà.
La presència d'alts dignataris així com de la família Bonaparte són els suports del nou règim. Componen la nova noblesa d'imperi (oficialment fundat el 1808), d'una noblesa basada en el mèrit. Napoleó restableix una cort amb una etiqueta i resideix en els palaus de la monarquia francesa (Palau de les Teuleries).
Com a curiositat, la mare de Napoleó no va assistir a la cerimònia però l'Emperador va ordenar que igualment fos pintada.

### Els actors

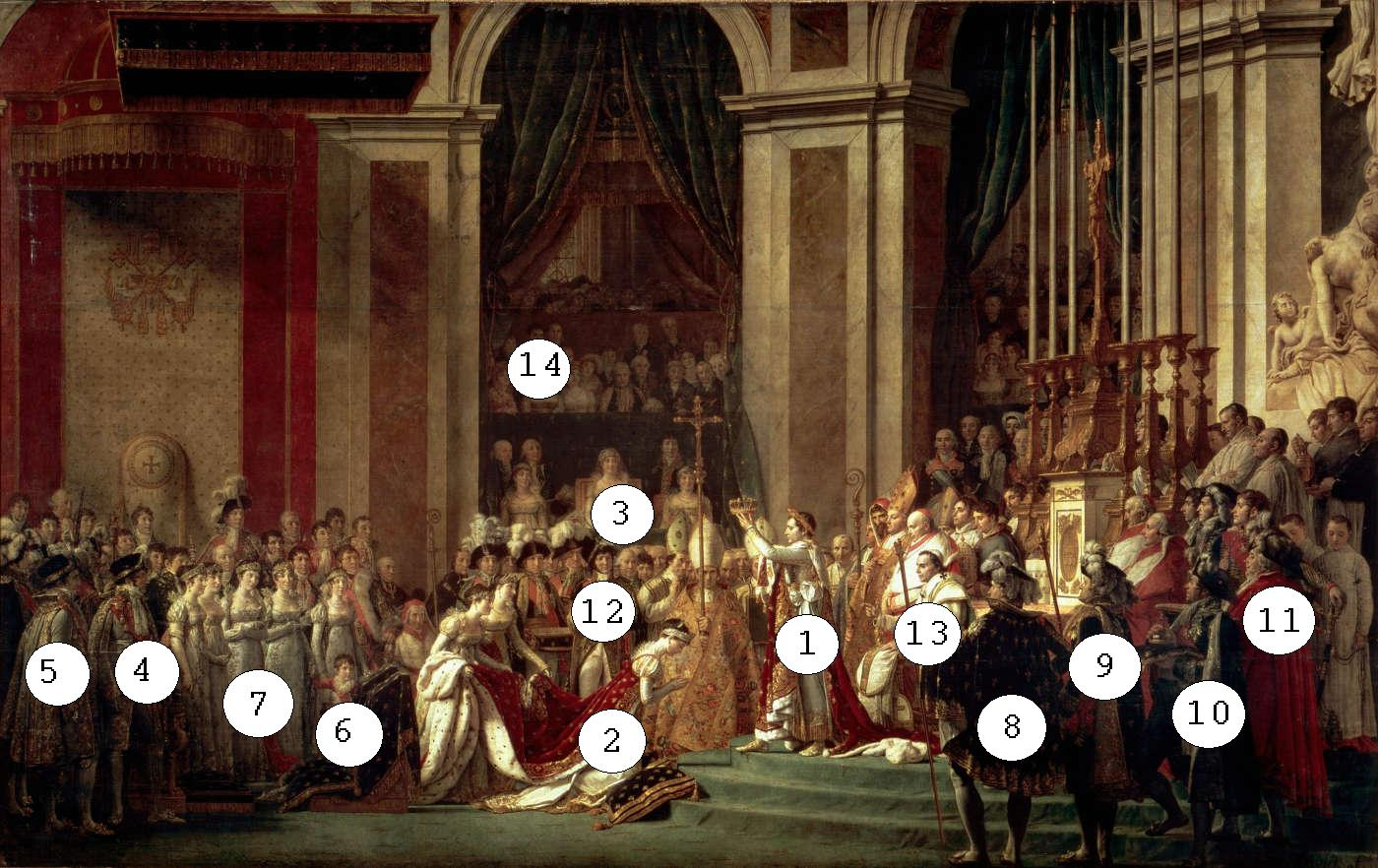
Els protagonistes de l'escena

1. Napoleó (1769-1821): és dempeus, posant la corona a Josefina.
2. Josefina de Beauharnais (1763-1814): s'agenolla. Rep la corona de les mans del seu marit, i no del papa. El seu vestit és decorat amb sederies dissenyades per Jean-François Bony.
3. Maria Letizia Ramolino (1750-1836): mare de Napoleó, ha estat col·locada a les tribunes pel pintor. En realitat, no va assistir a la cerimònia per protestar de la baralla de Napoleó amb el seu germà Lucien. Maria Letizia va demanar al pintor que li atribuís un lloc d'honor. El 1808, quan Napoleó va descobrir la tela acabada al taller de David, va donar tota la seva gratitud al pintor que havia sabut retre homenatge per a la posteritat a l'afecte que portava a una dona que compartia amb ell el feix de la seva funció.
4. Lluís Bonaparte (1778-1846): al començament de l'imperi, va rebre el títol de gran connétable. Rei d'Holanda el 1806. Es va casar amb Hortense de Beauharnais, la filla de Josefina.
5. Josep Bonaparte (1768-1844): després de la coronació, va rebre el títol de príncep imperial. Després va ser rei de Nàpols el 1806 i d'Espanya el 1808.
6. El jove Napoleó-Charles (1802-1807): fill de Lluís Bonaparte i d'Hortense de Beauharnais.
7. Les germanes de Napoleó.
8. Charles-François Lebrun (1739-1824): sota el Primer Imperi, ocupa el lloc de príncep-arxitresorer. Té el ceptre.
9. Jean-Jacques-Régis de Cambacérès (1753-1824): príncep-arxicanceller de l'imperi. Té la mà de justícia.
10. Louis-Alexandre Berthier (1753-1815): ministre de la guerra sota el Consolat després mariscal de l'Imperi el 1805. Té el globus coronat d'una creu.
11. Talleyrand (1754-1836): gran camarlenc des de l'11 de juliol de 1804.
12. Joachim Murat (1767-1815): noble i militar francès al servei del seu cunyat Napoleó, gran Duc de Berg i Cleves, mariscal de França i rei de Nàpols entre 1808 i 1815.
13. El papa Pius VII (1742-1823), es conforma a beneir la coronació. És envoltat pels dignataris eclesiàstics, designats per Napoleó des del concordat del 1801. Per tal de no comprometre el nou equilibri entre l'Església i l'Estat, el papa va acceptar tant sí com no assistir a la coronació, el que David representa clarament en el quadre: es reconeixen alguns bisbes per les seves mitres i, en el primer pla, l'arquebisbe de París mantenint una creu a la mà. Pius VII és a penes visible, assegut darrere Napoleó, la seva mà dreta esbossant un gest de benedicció. No porta ni mitra ni tiara, però el pal·li sobre les espatlles, només una banda de llana blanca adornada amb sis creus negres que era un dels atributs de la sobirania de l'Església romana. És per això que se l'identifica.
14. El pintor Jacques-Louis David es troba a les tribunes.